# Stripped (песня Rammstein)
«Stripped» (с англ. — «Обнажённая») — седьмой сингл группы Rammstein, выпущенный 11 августа 1998 года. Он состоит из кавер-версии одноимённой песни британской группы Depeche Mode, первоначально вышедшей на трибьют-альбоме «For the Masses», и четырёх ремиксов этой кавер-версии. Это первая песня группы, выпущенная на английском языке.
В отличие от оригинала, сокращена одна строчка в припеве (вместо «Let me see you stripped down to the bone» Линдеманн поёт «Let me see you stripped»). В полном варианте фраза звучит в ремиксе Чарли Клоузера, вошедшем на сингл.

## Обложка
В качестве обложки сингла был использован рисунок австрийского художника и фотографа Готфрида Хельнвайна под названием «Первая любовь» (1993).

## Видеоклип
Созданный в том же году видеоклип представляет собой подборку кадров из документального фильма «Олимпия» режиссёра Лени Рифеншталь. Ролик вызвал неоднозначную реакцию вследствие того, что лента «Олимпия» была создана в период пребывания национал-социалистов у власти в Германии и открыто пропагандировала нацистскую идеологию, а также достижения нацистской Германии.

## Живое исполнение
Впервые песня была исполнена в 1999 году, во время тура по Северной Америке. Затем она иногда исполнялась на концертах тура в поддержку альбома Mutter, но начиная с ноября 2001 года песня регулярно завершала выступления группы (включая тур Reise, Reise). Во время туров Liebe ist für alle da и Made in Germany песня не исполнялась. Была исполнена на концертах 2016 и 2017 годов.

## Позиции в чартах
| Чарт      | Высшая позиция |
| --------- | -------------- |
| Германия  | 14             |
| Австрия   | 27             |
| Швейцария | 42             |

## Список композиций
| №  | Название                                                        | Перевод                        | Длительность |
| -- | --------------------------------------------------------------- | ------------------------------ | ------------ |
| 1. | «Stripped»                                                      | Обнажённая                     | 4:25         |
| 2. | «Stripped» (Psilonaut Mix By Johan Edlund)                      | Обнажённая                     | 4:28         |
| 3. | «Stripped» (Heavy Mental Mix By Charlie Clouser)                | Обнажённая                     | 5:12         |
| 4. | «Stripped» (Tribute To Düsseldorf By Charlie Clouser)           | Обнажённая                     | 5:10         |
| 5. | «Stripped» (FKK Mix By Günter Schulz)                           | Обнажённая                     | 4:35         |
| 6. | «Wollt ihr das Bett in Flammen sehen?» (Live Arena, Berlin '96) | Хотите увидеть постель в огне? | 5:01         |

## Участники записи
| Музыканты - Тилль Линдеманн — ведущий вокал - Рихард Круспе — соло-гитара, бэк-вокал - Пауль Ландерс — ритм-гитара, бэк-вокал - Оливер Ридель — бас-гитара - Кристоф Шнайдер — ударные - Кристиан Лоренц — клавишные | Дополнительный персонал - Якоб Хелльнер — сопродюсер - Рональд Прент — сведе́ние - Бьорн Энгельманн — мастеринг - Дирк Рудольф — дизайн |